# Західноафриканський потто
Західноафриканський потто (Perodicticus potto) — вид нічних приматів мокроносих. Зустрічається у тропічній Західній Африці. Він також відомий як потто Босмана, названий на честь Віллема Босмана, який описав цей вид у 1704 році. Це типовий вид роду Perodicticus.

## Таксономія
Раніше цей вид вважався єдиним видом у роду Perodicticus, але дослідження 2015 року розділило його на три види.
Філогенетичні дані підтверджують, що західноафриканський потто є основним представником роду Perodicticus, а інші два види є сестринськими. Вважається, що він відділився від інших видів у середині-пізнього міоцену, між 6-10 мільйонами років тому.
Вважається, що таємничий «помилковий потто» (Pseudopotto martini) був помилково ідентифікованим зразком західноафриканського виду.

## Розповсюдження
Ареал виду простягається від Гвінеї на заході до Нігерії на сході, з ізольованою популяцією в східному Сенегалі. Річка Нігер служить східним бар'єром для ареалу виду, відокремлюючи його від центральноафриканського потто (P. edwardsi).

## Екологія
Було помічено, що одна популяція шимпанзе, яка живе в Монт-Асіріку, Сенегал, їла західноафриканські потто, полюючи на них вдень коли потто сплять; однак така поведінка не спостерігалася у шимпанзе в інших регіонах Африки.

## Охорона
Хоча відомо, що цей вид адаптовується до нового середовища і часто живе поблизу людського житла, зростання населення людей та подальше знищення середовища проживання в Західній Африці становлять серйозну загрозу для нього. Вважається, що сильне вирубування лісів для промислового сільського господарства призвело до швидкого скорочення популяції виду. Крім того, на західноафриканського потто частіше полюють заради м'яса, через зменшення чисельності більших тварин. У зв'язку з цим він класифікується як перебуває під загрозою у Червоному списку МСОП.